# Szczebrzeszyn
Szczebrzeszyn (în ucraineană Щебрешин, transliterat: Șcebreșîn) este un oraș în Polonia. 

## Personalități născute aici
- Józef Brandt (1841 - 1915), pictor.